# Lazare Kupatadze
Lazare Kupatadze (Tiflis, 8 de febrero de 1996) es un futbolista georgiano que juega en la demarcación de portero para el Estrella Roja de Belgrado de la Erovnuli Liga.

## Selección nacional
Tras jugar en distintas categorías inferiores de la selección, finalmente hizo su debut con la selección de fútbol de Georgia en un encuentro amistoso contra Rumania que finalizó con un resultado de 1-2 a favor del combinado georgiano tras el gol de Andrei Ivan para el combinado rumano, y de Georges Mikautadze y Giorgi Aburjania para Georgia.

## Clubes
| Club                           | País       | Año       | Partidos | Goles |
| ------------------------------ | ---------- | --------- | -------- | ----- |
| FC Saburtalo Tbilisi           | Georgia    | 2013-2015 | 21       | 0     |
| FC Lokomotivi Tbilisi (cedido) | Georgia    | 2015-2016 | 16       | 0     |
| FC Saburtalo Tbilisi           | Georgia    | 2016-2019 | 74       | 0     |
| Jeunesse Esch                  | Luxemburgo | 2019      | 3        | 0     |
| FC Saburtalo Tbilisi           | Georgia    | 2019-2020 | 33       | 0     |
| FC Dinamo Batumi               | Georgia    | 2021-     | 62       | 0     |